# Sasunaga murudensis
Sasunaga murudensis là một loài bướm đêm trong họ Noctuidae.